# Szentgáli Károly
Szentgáli Károly, 1904-ig Schneider (Balatoncsicsó, 1879. április 19. – Balatonkenese, 1945. május 23.) pedagógus, numizmatikus.

## Élete és munkássága
Schneider Dániel és Evell Anna fia. Pedagógus családból származott, és maga is ezt választotta hivatásául. A tanítóképző elvégzése után iparostanonc iskolában tanított, ahol 1921-től iskolaigazgató, majd a népiskolában folytatta a tanítást, ahol 1923-tól volt iskola igazgató 1939-ig, nyugalomba vonulásáig.
1907-ben tagja lett a Magyar Numizmatikai Társulatnak, ahol 1911-től másodkönyvtáros és a társulati gyűjtemény őre, 1927-ben titkára, 1938-ban főtitkára lett. 1922-ben megalapította és szerkesztette az Érem című folyóiratot. Számos tanulmánya jelent meg a Numizmatikai Közlönyben és az Éremben.
Mint pedagógus nagy szeretettel foglalkozott az ifjúsággal, a fiatal, kezdő gyűjtőkkel. Nagy érdeme volt az alapfokú ismeretterjesztő munka fontosságának felismerése. 1927-ben jelent meg a 64 lapos terjedelmű, sok képpel ellátott A régipénz gyűjtése című könyvecskéje, mely könyvét elsősorban a tanuló ifjúságnak szánta, anyagát úgy szerkesztve, hogy abban a kezdő gyűjtő mindent megtaláljon benne, ami az első lépések megtételét segíti.
Az Éremben és a Numizmatikai Közlönyben 53 cikke és tanulmánya jelent meg.
Felesége Zsirai Margit volt, Zsirai Ferenc és Horvát Rozália lánya, akit 1912. március 9-én Budapesten vett nőül.
A balatonkenesei köztemetőben helyezték végső nyugalomra (I, N/A, 3, 7).

## Főbb művei
- A pénzverés időtartama az Árpádok korában (Budapest, 1918)
- II. Rákóczi Ferenc pénzei (Budapest, 1922)
- Az éremhamisításokról (Budapest, 1922)
- A régi pénzek gyűjtése (Budapest, 1927)
- Erdély pénzei (Budapest, 1934)
- A magyar királyság hetedik centenáriumának érmei (Budapest, 1943)